# Òstia
Òstia (llatí: Ostia grec antic: Ὠστία) va ser una ciutat del Latium situada a la desembocadura del Tíber, a la seva riba esquerra, a uns 25 km de Roma, i enllaçava amb la capital per la via Ostiense.
Els autors antics coincideixen que la va fundar el rei Anc Marci l'any 633 aC, «perquè ja aleshores existia el pressentiment que les riqueses i els queviures de tot el món serien rebuts allà, a només un dia de distància, com si es tractés de l'escala marítima de Roma». Marci va fer construir després la via Ostiense, un camí fàcilment transitable entre el port d'Òstia i la ciutat de Roma. A Òstia també va organitzar un centre d'extracció de sal, en aquell temps un element indispensable per a la conservació d'aliments. També va manar construir una presó, ja que els delictes havien augmentat. Al riu Tíber, al seu pas per Roma, hi va fer una escala portuària anomenada Porto Tiberino.
La finalitat d'Òstia, a més de garantir els subministraments per mar, era la de defensar la zona, ja que en aquells temps representava una via estratègica per la presència de les salines. Després d'aquesta etapa militar es va transformar en un important port comercial, i es va convertir en la primera colònia romana.
No es torna a mencionar fins a la Segona Guerra Púnica on era una estació comercial i naval de primer ordre, i a més de ser el port on es portava el blat de Sicília i Sardenya per al subministrament de la mateixa Roma i de les legions romanes als seus campaments, era també el port permanent d'una flota romana, per a la protecció tant de la capital i les costes veïnes d'Itàlia. Fins i tot la ciutat va quedar exempta de taxes pel servei militar l'any 207 aC, i els seus ciutadans havien de garantir la defensa de les muralles.
Sul·la la va ocupar l'any 87 aC, i els seus soldats la van saquejar. El 67 aC, un esquadró de la flota que havia de combatre els pirates cilicis es va reunir en aquest port, i sobtadament els pirates van atacar el port i van destruir les naus romanes.
Els dipòsits al·luvials del riu Tíber la van separar progressivament de la costa (avui és a tres quilòmetres). Estrabó va descriure Òstia anomenant-la «una ciutat sense port» que obligava les naus a varar quasi a mar obert i fer el transport de mercaderies en barcasses riu amunt fins a la ciutat. Juli Cèsar va voler establir una protecció artificial per al port, però el projecte mai no es va fer i els seus successors van abandonar la proposta, fins que la va portar a terme l'emperador Claudi, que va decidir fer un port nou a uns 3 km al nord d'Òstia, que es comunicaria amb el Tíber per un canal; el port va quedar ben protegit, i en una illa artificial hi va construir un far. Va ser batejat amb el nom de Portus Augusti. Neró en va fer les darreres obres i se'n va atribuir el mèrit per tot. Trajà el va engrandir i llavors es va anomenar Portus Trajani. Va fer també un canal nou, anomenat Fossa Trajana. Al seu entorn, va sorgir una ciutat que es va dir Portus Ostiensis o Portus Urbis o Portus Romae i, en general, simplement Portus. Als voltants d'aquesta ciutat s'hi va establir una colònia, i es va obrir una nova via fins a Portus, la via Portuense. En època de Constantí s'hi va establir una seu episcopal, i l'emperador va fortificar Portus amb muralles i torres de defensa.
Hadrià, Septimi Sever, Aurelià van fer construccions i reparacions a Òstia que al segle iii ja estava en decadència, i Marc Claudi Tàcit la va embellir amb mil columnes de marbre. Però, pel suport dels emperadors, va poder mantenir encara una importància superior com a ciutat a la veïna Portus.
Òstia va anar caient en decadència, davant del nou Portus Trajani, i la via Ostiense no tenia circulació, ja que tothom anava per la via Portuense, on el port era molt usat. L'any 409 Alaric I va ocupar Òstia, ciutat sense defenses, i va saquejar els dipòsits de blat que hi quedaven. El 537 aC, el rei ostrogot Vitigès, durant el conflicte amb Belisari, també la va ocupar. Les incursions dels sarraïns als segles VIII i IX la van deixar en ruïnes. Al segle x, es va traslladar el bisbat a Velletri. Portus també es va abandonar al segle x, quan el port es va omplir progressivament de sorra, i el comerç va haver de tornar al riu Tíber. El papa Juli II va bastir un castell a Òstia per a protecció del port i la ciutat es va començar a recuperar de les ruïnes. Però, fins al 1612, no es va netejar el canal principal i es va construir un petit port anomenat Fiumicino sota les ordres del papa Pau V.
Durant l'edat mitjana va ser una font de provisió de pedra per a altres indrets, especialment la costa amalfitana i la ciutat de Pisa. La torre d'aquella ciutat està construïda en part amb alguns dels materials d'Òstia. Tot i això, en l'actualitat gaudeix d'un bon estat de conservació i encara s'hi poden trobar nombrosos edificis, portes monumentals, el fòrum, palaus, magatzems, termes, botigues i el teatre, entre altres instal·lacions. La moderna Òstia (Ostia Lido) està unida a Roma, i forma un districte del qual l'antiga ciutat és la part principal, i és coneguda per Ostia Antica. Des del 1914, es va restablir com a seu episcopal.